# Lord James Blears
Lord Blears (nacido James Ranicar Blears; Tyldesley, Lancashire; 13 de agosto de 1923 - Honolulu, Hawái; 3 de marzo de 2016) fue un luchador profesional británico-estadounidense, locutor, promotor, actor, marinero y personalidad de surf.

## Primeros años
Blears nació en Tyldesley, Lancashire, Inglaterra, Reino Unido el 13 de agosto de 1923. Un exitoso nadador en la escuela, fue seleccionado para el equipo británico de natación para los Juegos Olímpicos de Verano de 1940, pero no pudo competir por la Segunda Guerra Mundial.

## Carrera de la Marina Mercante
Blears se alistó en la Marina Mercante en 1940, durante la Segunda Guerra Mundial, con su conocimiento del código morse que lo llevó a ser oficial de radio. Mientras servía como segundo operador inalámbrico a bordo de la SS Tjisalak, un barco Mercante holandés, su barco fue torpedeado por el submarino japonés 1-8 el 26 de marzo de 1944 durante un viaje desde Melbourne, Australia a Colombo, Ceilán. Los supervivientes fueron hechos prisioneros por los japoneses y la mayoría fueron ejecutados submarinamente por decapitación. Blears logró escapar saltando al agua y encontró el camino hacia un bote salvavidas, donde el y otros cuatro sobrevivientes comenzaron a navegar hacia Ceilán hasta que el buque de la libertad de la Marina de los Estados Unidos SS James O. Wilder los recupero tres días después. Los rescatadores le dieron a Blears una lata de duraznos y, después de eso, el 29 de marzo celebraba cada año comiendo una lata de duraznos.

## Carrera profesional de lucha libre
Blears aprendió a luchar en el YMCA, debutando en 1940 a la edad de 17 años. Luchó esporádicamente en todo el mundo durante su servicio de guerra en la Marina Mercante.
En 1946, se mudó a la Ciudad de Nueva York en los Estados Unidos, donde compartió un departamento en la avenida Ámsterdam con sus compañeros luchadores Stu Hart y Sandor Kovacs. Al principio de su carrera en los Estados Unidos, Blears luchó como "Jan Blears".
A principios de la década de 1950, Blears desarrollo el personaje villano de "Lord Blears", un aristócrata británico presumido que vestía una capa y un monóculo y un bastón. Fue manejado por el esmoquin Capitán Leslie Holmes, un amigo de Blears de sus días de escuela que también viajó a Estados Unidos.
A principios de la década de 1950, Blears se mudó a California. En 1952, formó un equipo de etiqueta con Lord Athol Layton. Gestionado por Holmes, en 1953, ganaron el Campeonato Mundial de Parejas NWA (versión de Chicago) en Fred Kohler Enterprises, con sede de Chicago. Blears también luchó para Worldwide Werstling Associates, donde celebró el Campeonato de la WWA International Televisión Tag Team ocho veces en 1954 y 1957, y para NWA San Francisco, donde celebró el NWA Pacific Coast Tag Team Championship (versión de San Francisco) en dos ocasiones en 1953 y 1954 con Layton y el NWA World Tag Team Championship (versión de San Francisco) cuatro veces entre 1955 y 1957.
En 1957, Blears luchó en Australia, desafiando sin éxito a Lou Thesz por el Campeonato Mundial de Peso Pesado de la NWA en varias ocasiones.
A finales de la década de 1950, Blears se mudó a Hawái después de desarrollar una afición por el estado durante una gira, donde desarrollo su carrera en la promoción 50th States Big Time Werstling basada en Honolulu. Blears tuvo un solo reinado como campeón de peso pesado de la NWA Hawái, derrotando al rey Curtis laukea el 25 de octubre de 1961. Perdió el Campeonato ante el verdugo enmascarado el 13 de diciembre de 1961. Blears también celebró el NWA Hawáii Tag Team Championship numerosas veces entre 1955 y 1964.
Por invitación de Rikidōzan, Blears comenzó a luchar en Japón en la década de 1950. Después de la muerte de Rikidōzan en 1963, Giant Baba, el propietario de All Japan Pro Wrestling, le pidió que identificara a los luchadores extranjeros para actuar para la AJPW. Blears organizó una gira por Japón de luchadores como Davey Boy Smith, Don Leo Jonathan y Dynamite Kid. De 1973 a 2001, Blears hizo Apariciones con AJPW como una figura de autoridad en pantalla bajo el título de presidente de la Pacific Wrestling Federation.
Blears dejó de luchar a tiempo completo en 1965, y pasó a ser comentarista de la transmisión de  Hawaiian Championship Wrestling  y reserva para la promoción.
En la década de 1980, Blears promocionó comentarios para las transmisiones de la American Wrestling Association en ESPN. En la supercard de AWA "Super Sunday" el 24 de abril de 1983, Blears sirvió como árbitro invitado para una pelea por el título de alto perfil de Hulk Hogan y el campeón mundial de peso pesado de AWA Nick Bockwinkel que vio a Bockwinkley retener a través de un final Dusty.

## Carrera actoral
Blears hizo su primera aparición como actor en 1950, interpretando una versión dramatizada de sí mismo en un episodio de The Buster Keaton Show.
En 1966, Blears apareció en el documental sobre surf The Endless Summer, interpretándose a sí mismo. Se interpretó a sí mismo una vez más en la película de lucha libre profesional de 1974 The Wrestler. En 1987, apareció en la película de surf North Shore.
Blears apareció en un episodio de Hawaii Five-O en 1977 y en episodios de Magnum, PI filmado en Hawái en 1982 y 1983.

## Vida personal
Blears nació en Tyldesley, Reino Unido y se mudó a Estados Unidos a mediados de la década de 1940 y obtuvo la ciudadanía estadounidense.
Mientras vivía en Chicago, Blears conoció a Leonora "Lee" Adelaina (fallecida en 2007) con quién finalmente se casaría y ambos tuvieron cuatro hijos que más tarde saltarian a la fama como surfistas profesionales.
Blears cambió su nombre legalmente a Lord Blears.
Blears era un ávido fanático del surf. Se desempeñó como comentarista y maestro de ceremonias para muchos eventos en Hawái, lo que le validó el título de "la voz del surf hawaiano".

## Muerte
La esposa de Blears, Lenora, falleció antes que él en 2007. Su hijo mayor, Jimmy, murió en 2011. Blears pasó los últimos años de su vida en un hogar de ancianos en Honolulu.
Blears murió el 3 de marzo de 2016 en el Kuakini Medical Center en Honolulu a los 92 años.

## Filmografía

### Cine
| Año  | Título             | Papel       |
| ---- | ------------------ | ----------- |
| 1966 | The Endless Summer | El mismo    |
| 1974 | The Wrestler       | El mismo    |
| 1987 | North Shore        | Presentador |

### Televisión
| Año  | Título                 | Papel            |
| ---- | ---------------------- | ---------------- |
| 1950 | The Buster Keaton Show | El mismo         |
| 1977 | Hawaii Five-O          | Arfie Loudermilk |
| 1982 | Magnum, P.I.           | Locutor de lucha |
| 1983 | Magnum, P.I.           | Barman           |

## Campeonatos y logros
- 50th State Big Time Wrestling
  - NWA Hawaii Heavyweight Championship (1 vez)[4]
  - NWA Hawaii Tag Team Championship (9 veces)[4] - con Gene Kiniski (1 vez), Joe Blanchard (2 veces), Jerry Horsey (1 vez), Herb Freeman (1 vez) y Neff Maiava (4 veces)
- Fred Kohler Enterprises
  - NWA World Tag Team Championship (Chicago version) (1 vez)[4] - con Lord Athol Layton[33]
- NWA San Francisco
  - NWA Pacific Coast Tag Team Championship (San Francisco version) (2 veces)[4] - con Lord Athol Layton
  - NWA World Tag Team Championship (San Francisco version) (4 veces) - con Gene Kiniski (3 veces)[34] y Ben Share (1 vez)
- Professional Wrestling Hall of Fame
  - Class of 2019
- Worldwide Wrestling Associates
  - WWA International Television Tag Team Championship (8 veces) - con Lord Athol Layton (2 vez), Joe Pazandak (1 vez), Sandor Kovacs (1 vez), Lord Leslie Carlton (2 veces), Henry Lenz (1 vez) y Nick Bockwinkel (1 vez)